# Вальдемарас Рупшис
Вальдемарас Рупшис (2 травня 1967 , Шяуляй і Литовська Радянська Соціалістична Республіка ) — литовський воєначальник, генерал, командувач збройних сил Литви (з 2019 року).

## Біографія
Вальдемарас Рупшис закінчив Литовську військову академію, Балтійський оборонний коледж (Естонія), Новочеркаське вище військове училище (1985—1989) та Коледж сухопутних військ США.
Офіцерську присягу на вірність Литовській державі прийняв у 11 листопада 1990 року після початку служби в системі оборони країни. З 1992 року служив командиром мотодесантного взводу Шяуляйської бригади польової армії, потім командиром роти. У 1996 році він був підвищений і призначений начальником штабу — заступником командира Каунаського механізованого піхотного батальйону імені Князя Войдата, пізніше — начальником оперативного відділу штабу батальйону S3. Після створення у литовській армії другої мотопіхотної бригади «Жемайтія» у 2001 р. майор В. Рупшис обіймав посаду заступника командира — начальника штабу литовського мотопіхотного батальйону імені Великого князя Кейстута, а невдовзі був призначений командиром цього ж батальйону. На цій посаді служив до 2005 року. У 2006 році вже підполковник В. Рупшис призначений на службу до Литовської військової академії імені генерала Йонаса Жемайтіса. У 2008 році 24 листопада був приписаний до Департаменту кадрів та соціального забезпечення Міністерства національної оборони. У 2011 році В. Рупшису було надано звання полковника та призначено командувати механізованою піхотною бригадою «Залізний Вовк». У 2013 році 1 серпня призначений на посаду директора Департаменту персоналу Міністерства національної оборони. Рік по тому, у 2014 році 1 вересня призначений помічником командувача Збройними силами Литви генерал-лейтенанта Йонаса Вітаутаса Жукаса.
У 2016 році полковник В. Рупшис призначений на посаду командувача Сухопутних військ Збройних сил Литви, указом Президента Литовської Республіки йому надано звання бригадного генерала. У листопаді 2018 року, до 100-річчя відновлення литовської армії, В. Рупшису було надано звання генерал-майора.
У липні 2019 року призначений командувачем збройних сил Литви. 18 листопада 2019 року президент Литви Гітанас Науседа надав В. Рупшису звання генерал-лейтенанта — найвище військове звання в Литві на той момент.
10 липня 2023 року у зв'язку з проведенням Самміту НАТО в Вільнюсі президент Литви Гітанас Науседа присвоїв В. Рупшису звання генерала — найвище звання у литовському війську. Таким чином він є першим литовським офіцером, який став повним (чотиризірковим) генералом,
У вільний час цікавиться історичними документальними фільмами, військовою історією та кінологією.

## Нагороди
За багаторічну службу генерал В. Рупшис був нагороджений Медаллю Пам'яті 13 січня, пам'ятною медаллю виведення російських військ з Литви, медаллю добровольців творців Литовської армії, медаллю Пошани системи національної оборони «За заслуги перед національною обороною», медаллю Збройних сил Литви «За відзнаку», медаллю Збройних сил Литви «За заслуги», іншими нагородами, подяками, іменними подарунками.